# 羅湖商業城

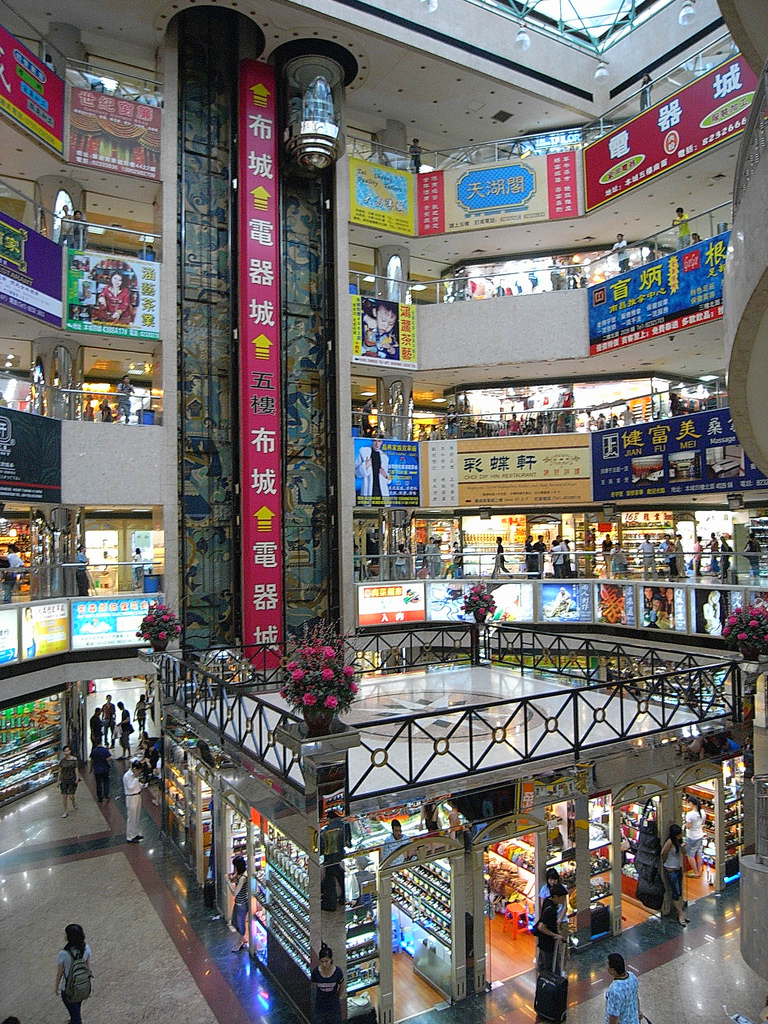
羅湖商業城中庭

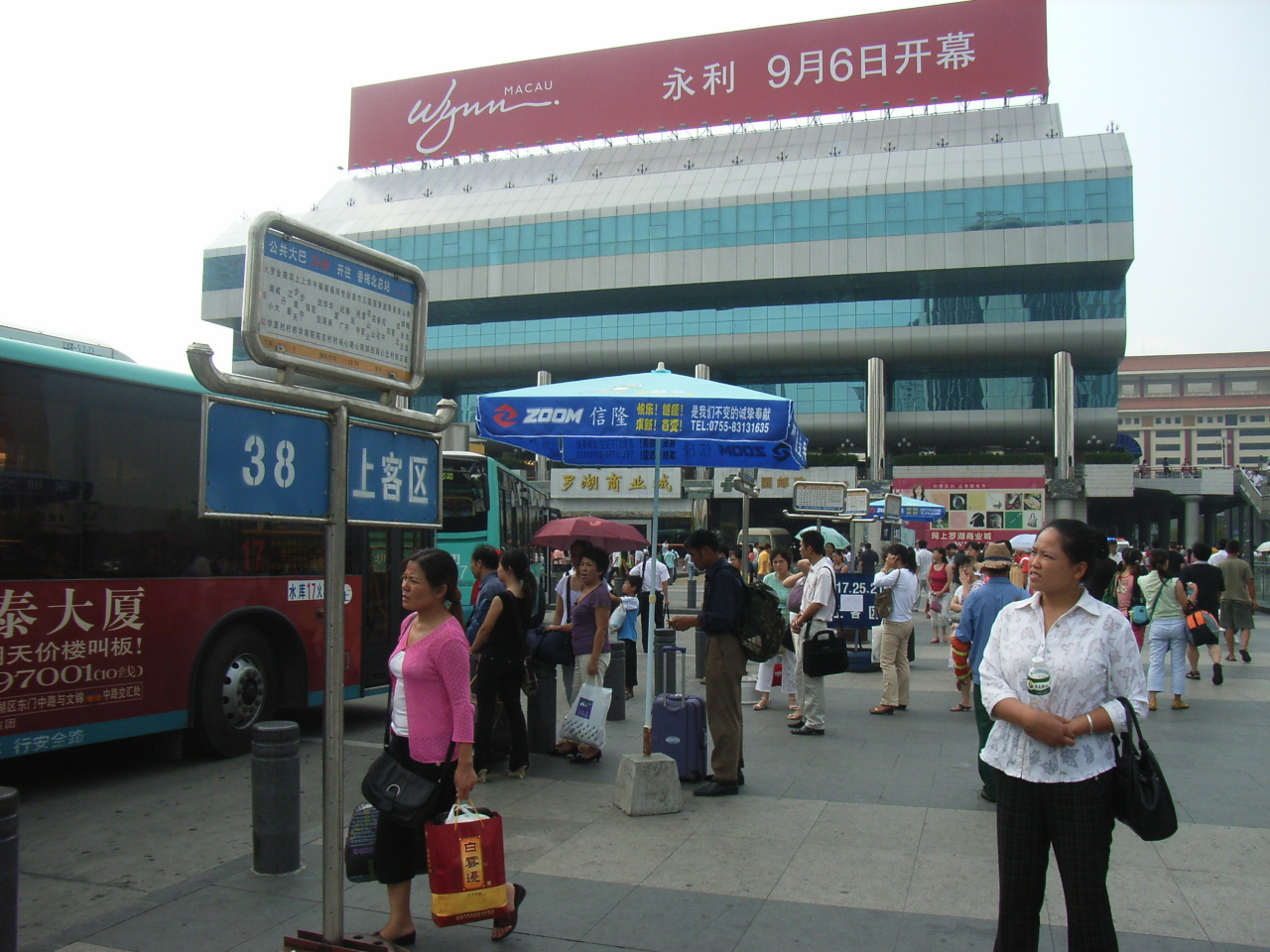
羅湖商業城北面的公共汽車站

羅湖商業城是一座7層高的商業大樓，位於中國廣東省深圳市羅湖區，是廣深鐵路南端的上蓋物業。毗鄰深圳站及深圳地鐵羅湖站，商業城樓下的是罗湖汽车站，可以說是中國南部的交通樞纽。

## 商場歷史
羅湖商業城所在地曾經有港商計劃在上址建築一幢樓高38層的大厦，且已開始施工，打下了大部份挖孔擴底樁。由於原先擬建的建築物預計由一幢高樓和群樓組成，因此設計的樁比較混亂，共有12種之多；但羅湖商業城的柱網頗為規律，故甚難脗合。
結果，承建商在考慮經濟效益及時間問題後，決定放棄已有的樁，採用了兩種方法，第一種方法是包括按現有柱網的一柱一樁，打入微風化層，另設地下室底板。第二種方法是按現有柱網的一柱一樁，選擇微風化層及中風化層為樁端持力層。
最後運用這兩種方法也保留了原來1/4已施工的地下室底板；而他們需將樁部份的地下室板拆除，保留鋼筋，待澆權樁混凝土時，即可把底板鋼筋入樁。
商場建築工程於1993年8月平頂，並且在1994年初落成。

## 設計
羅湖商業城的佔地達10,932平方米，總建築面積為75,777平方米，容積率4.6。建築物樓高6層，利用中國當時流行的隱框玻璃作為外牆。據說政府要求深圳站廣場附近的建築物，均不能超越深圳站大樓的高度，因此羅湖商業城高度受到限制，只有34米高。
據1994年的資料顯示，羅湖商業城劃分為長途汽車站及商業綜合樓，而附屬配套公共設施包括地面的公共停車場、一樓的長途汽車站、二樓的郵政處、銀行服務處、書店及步行廊。至於三樓至六樓均為商場，包括百貨公司、中西餐廳、時裝店、精品店及遊樂場所。
商場有內48部電梯，其中包括32部扶手電梯和16部升降機。商場還有1280間大小不等的商鋪，出租率是99%。
其內主要是零售業的商場，商場的一樓平臺設有通往深圳開往廣東省各主要城市的長途客運車的售票處及候車室，並於底層設有長途巴士的乘車處（羅湖汽車站）；二至七樓則為各式商場。商場的銷售對象是在羅湖口岸過境的旅客和香港人。
羅湖商業城以售賣廉價商品和高仿商品聞名，在2014年更被美國貿易代表辦公室列入「假貨惡名市場」。

## 意外事件
- 2011年12月27日，在下午大約1時10分，羅湖商業城長途汽車站一輛營運大巴（車輛登記牌號：粵B-97551）往返汕頭潮陽市峽山——深圳市羅湖的客運大巴失控，衝向行人路，造成5人死亡，5人受傷，傷者送往醫院救治。消息稱，死者中有2男1女是港人，深圳新聞網引述目擊者李先生稱，事故發生之前，看到肇事巴士裏面所有的乘客都已經下車了，估計當事司機是下完客後可能是想把車開走。當時大概有四五個人被壓在車底。肇事司機鄧某已被警方控制，具體原因正在進一步調查中。附近的商戶懷疑司機疲勞駕駛，錯將油門當煞車掣才造成此次慘劇。有目擊者稱，巴士先碰到一處石壆，突然加速向前肇禍，可能是踏錯油門有關。事故現場其後解封，現場很快被清理乾淨。
- 2012年7月11日下午五時許，商場二樓一間鞋店的天花板突然冒煙，店主試圖撲救但不成功，濃煙迅速四散，蔓延整個商場，逾千商戶及遊人緊急疏散，情況一度混亂。消防員經過一個多小時灌救後將火撲滅，無人受傷。事件令交通受阻，商場樓下的汽車站亦一度暫停運作，羅湖口岸出入境服務未受到影響。[2]

## 交通
| 编号 | 编号       | 线路                         | 线路                 | 线路                 | 收费                 | 运营商               | 备注                                     |
| ---- | ---------- | ---------------------------- | -------------------- | -------------------- | -------------------- | -------------------- | ---------------------------------------- |
|      | 1          | 布心总站                     | ⇆                    | 火车站               | 2元                  | 巴士公汽             |                                          |
|      | 12         | 颂德花园公交总站             | ⇆                    | 火车站               | 2.5元                | 巴士公汽             |                                          |
|      | 17         | 水库总站                     | ⇆                    | 火车站               | 2元                  | 巴士公汽             |                                          |
|      | 38         | 桃源村总站                   | ⇆                    | 福田南总站           | 2.5元                | 巴士公汽             | 合并原 41                                |
|      | 82         | 木棉湾总站                   | ⇆                    | 火车站               | 2元                  | 巴士公汽             |                                          |
|      | 83         | 观山祥苑公交首末站           | ⇆                    | 火车站               | 2元                  | 巴士公汽             |                                          |
|      | 97         | 深业东岭总站                 | ⇆                    | 火车站               | 2元                  | 巴士公汽             |                                          |
|      | 101        | 动物园总站                   | ⇆                    | 华新村总站           | 2.5元                | 巴士四分             |                                          |
|      | M205       | 盐田北综合车场               | ⇆                    | 火车站               | 3元                  | 巴士二分             | 经梧桐山隧道；原 高峰专线205             |
|      | 215        | 已于2025年1月1日停办         | 已于2025年1月1日停办 | 已于2025年1月1日停办 | 已于2025年1月1日停办 | 已于2025年1月1日停办 | 已于2025年1月1日停办                     |
|      | 306        | 翠枫豪园                     | ⇆                    | 火车站               | 2.5元                | 巴士二分             | 原 106                                   |
|      | M112       | 清湖产业园总站               | ⇆                    | 科学馆地铁公交接驳站 | 3元                  | 巴士二分             | 原 302                                   |
|      | M152       | 鸿荣源鸿创科技中心公交首末站 | ⇆                    | 火车站               | 2.5元                | 西部四分             | 原 352                                   |
|      | M401       | 清湖产业园总站               | ⇆                    | 火车站               | 3元                  | 巴士二分             | 原 K302                                  |
|      | M508       | 布澜路总站                   | ⇆                    | 火车站               | 2.5元                | 巴士二分             | 原 306区间                               |
|      | 高峰专线73 | 景芬路口                     | →                    | 火车站               | 2.5元                | 巴士二分             | 定时班车                                 |
|      | E13        | 松岗马田公交总站             | ⇆                    | 火车站               | 10元                 | 西部二分             | 原 K538松岗                              |
|      | E17        | 聚龙山公园                   | ⇆                    | 火车站               | 10元                 | 东部五分             | 平峰期为定时班车；原 高快巴士5（第二代） |

| 编号 | 编号 | 线路               | 线路 | 线路                 | 收费  | 运营商   | 备注                                 |
| ---- | ---- | ------------------ | ---- | -------------------- | ----- | -------- | ------------------------------------ |
|      | 8    | 六约新村总站       | ⇆    | 火车站西广场公交总站 | 2元   | 巴士二分 | 经深坑工业区、深圳东站、通新岭地铁站 |
|      | 18   | 草埔地铁站公交总站 | ⇆    | 火车站西广场公交总站 | 2元   | 巴士公汽 |                                      |
|      | 61   | 六约新村总站       | ⇆    | 火车站西广场公交总站 | 2元   | 巴士二分 | 经瑞泽家园、布吉中学、笋岗火车站     |
|      | M239 | 坪地汇源工业区总站 | ⇆    | 火车站西广场公交总站 | 2–8元 | 东部三分 | 原 309                               |
|      | 321  | 新田总站           | ⇆    | 火车站西广场公交总站 | 2–7元 | 巴士二分 |                                      |
|      | M373 | 南湾丹竹头村总站   | ⇆    | 火车站西广场公交总站 | 2.5元 | 西部四分 | 原 386                               |